# Pinos Genil
Pinos Genil ist eine Gemeinde und ein Dorf in der Provinz Granada in Südspanien.
Es ist nur wenige Kilometer von der Provinzhauptstadt Granada entfernt und wird von dort aus über den Ort Cenes de la Vega erreicht. Es befindet sich an der Landstraße, die zur Sierra Nevada hinaufführt, sowie zwischen den Flüssen Genil und Aguas Blancas.
Die Gründung fand bereits in der Zeit vor der arabischen Herrschaft in Spanien statt, wenn es auch die Araber waren, die einen großen Teil zu der landwirtschaftlichen Nutzung beitrugen.
Unmittelbar nach der Eroberung Granadas im Jahr 1492 durch die Katholischen Könige (Los Reyes Católicos) im Zuge der Reconquista (Rückeroberung) reiste Kolumbus durch Pinos Genil. Während der Überquerung der Brücke über den Genil erhielt er die Nachricht, dass die Königin Isabel seine Bedingungen für die Seereise nach Indien akzeptierte.
Im 17. Jahrhundert beschrieb Enríquez de Jorquera Pinos Genil als einen Ort der Jagd, des Winter-Obstes und der Seidenzucht.
Heute besteht die Ortschaft aus vielen Zweitwohnsitzen, was sich durch die unmittelbare Nähe zur Stadt Granada erklären lässt.